# دييغو دياز
دييغو دياز (بالإسبانية: Diego Díaz Garrido)‏ (30 ديسمبر 1968 مدريد إسبانيا - ) هو لاعب كرة قدم إسباني، يلعب كحارس مرمى، ولعب 86 مباراة.

## مسيرته

### مسيرته مع المنتخبات الوطنية
- 1985 - 1985 لعب مع منتخب إسبانيا تحت 16 سنة لكرة القدم 7 مباريات.
- 1989 - 1990 لعب مع منتخب إسبانيا تحت 21 سنة لكرة القدم 4 مباريات.

### مسيرته مع الأندية
- 1990 - 1995 لعب مع أتلتيكو مدريد 56 مباراة.
- 1991 - 1991 لعب مع ريال سبورتينغ خيخون 5 مباريات.
- 1998 - 2000 لعب مع نادي ديبورتيفو طليطلة 14 مباراة.